# Pociągi pancerne Białej Armii

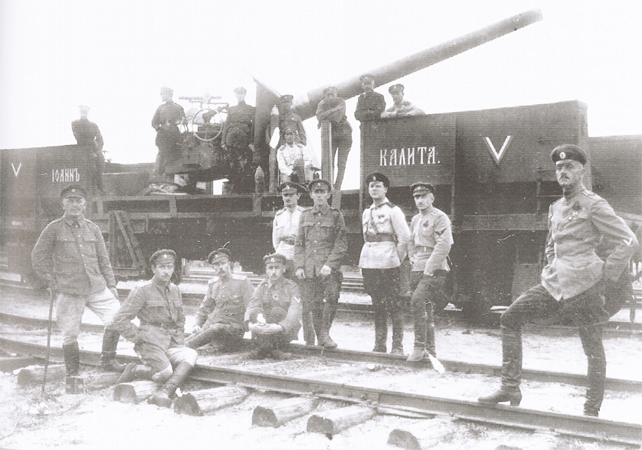
Pociąg pancerny Iwan Kalita wraz z załogą

Pociągi pancerne Białej Armii – lista pociągów pancernych używanych przez Białą Armię, podczas wojny domowej w Rosji w latach 1917–1923.

## Lista pociągów pancernych Białoarmistów

### Siły Zbrojne Południa Rosji
- 1 Samodzielny Lekki Pociąg Pancerny SZPR – założony na początku lutego 1920 roku. Oddział składał się głównie z pociągów bolszewickich, „zdobycznych” podczas regularnych walk. Brał udział w ewakuacji wojsk Armii Ochotniczej z Noworosyjska. Dowódca – kapitan Wożniesieński.
- 1 Samodzielny Ciężki Pociąg Pancerny SZPR – założony 6 grudnia 1919 z 7. i 8. morskiej baterii artylerii ciężkiej na obszarze Ługańska (Armia Dońska). Opuszczony w marcu 1920 w Noworosyjsku, po ewakuacji Armii Ochotniczej. Dowódca – pułkownik Istomin.
- 2 Samodzielny Ciężki Pociąg Pancerny SZPR – założony 6 grudnia 1919 z 12. i 13. morskiej baterii artylerii ciężkiej na obszarze Carycyna (Armia Dońska). Opuszczony w lutym 1920 na stacji Tikoreckaja. Dowódcy – płk Schmidt (do grudnia 1919) i płk Położeńcew.
- Pociąg pancerny Ataman Bogajewski – lekki pociąg pancerny Armii Dońskiej, wcześniej znany jako „Iwan Kołczo”. Służył w 4 Dywizji Pancernej i w 1 Kolejowym Pułku Pancernym.
- Pociąg pancerny Ataman Kaledin – lekki pociąg pancerny Armii Dońskiej. Jesienią 1919 roku, brał udział w walkach pod Carycynem. Służył w 1 Batalionie Pancernym i w 2 Kolejowym Pułku Pancernym. Opuszczony na stacji Rakowka.

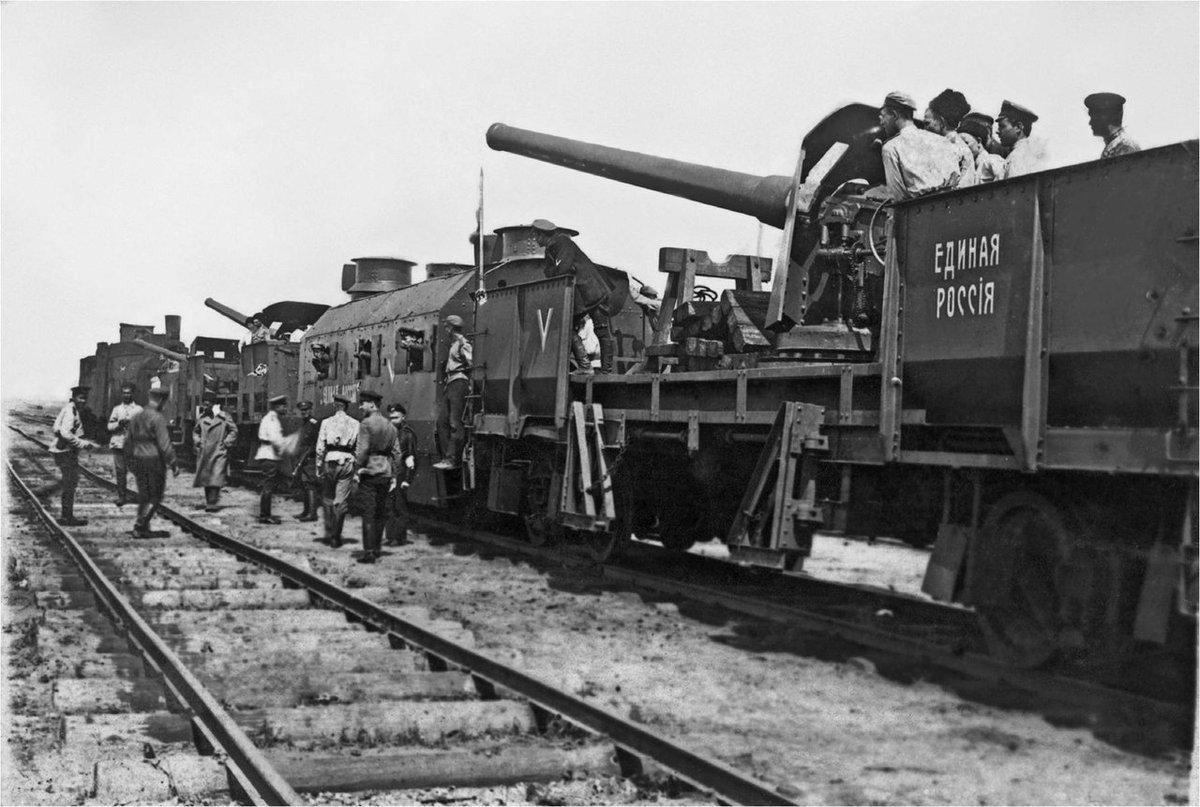
Pociąg pancerny Jedinaja Rossija

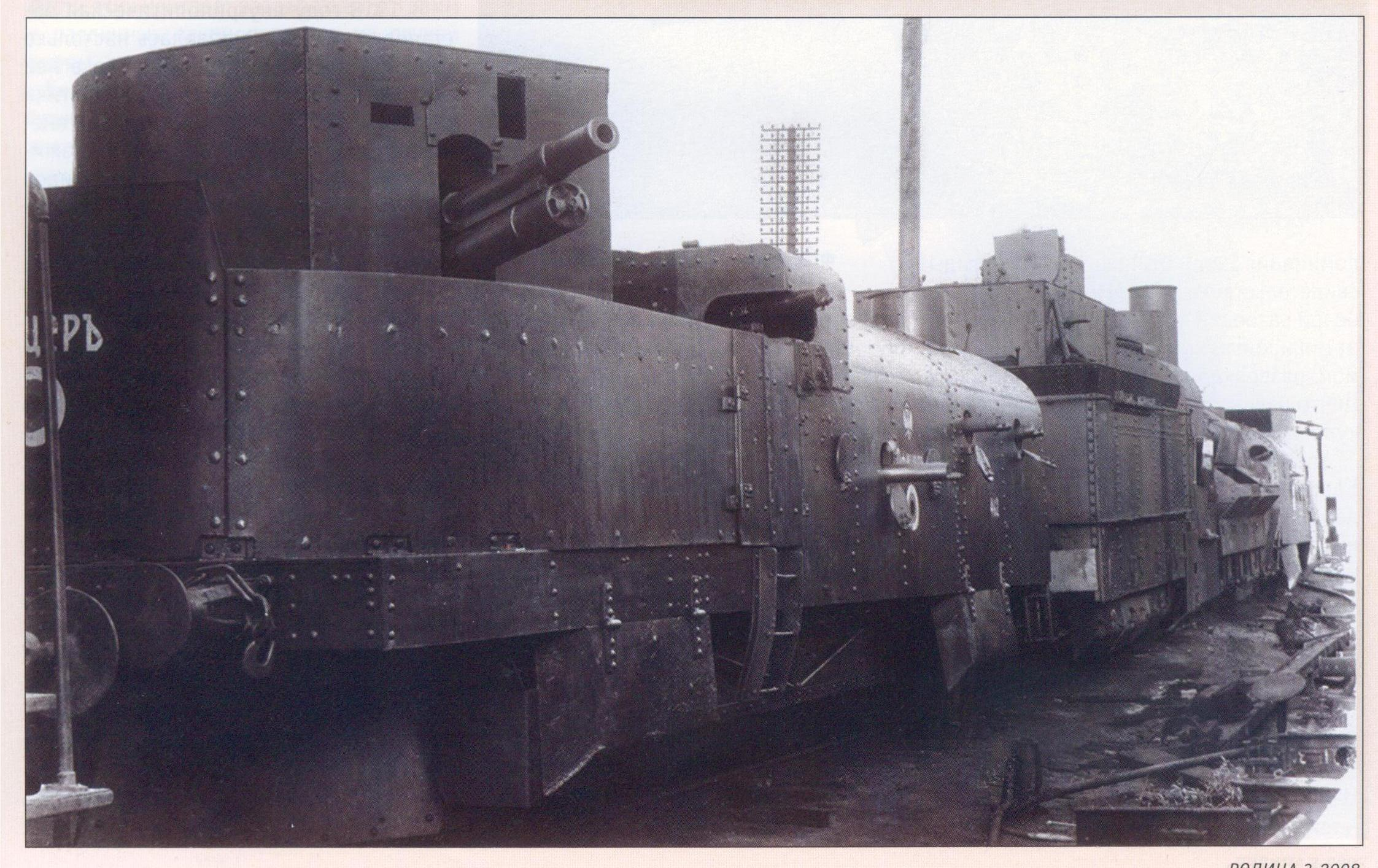
Pociąg pancerny Oficer

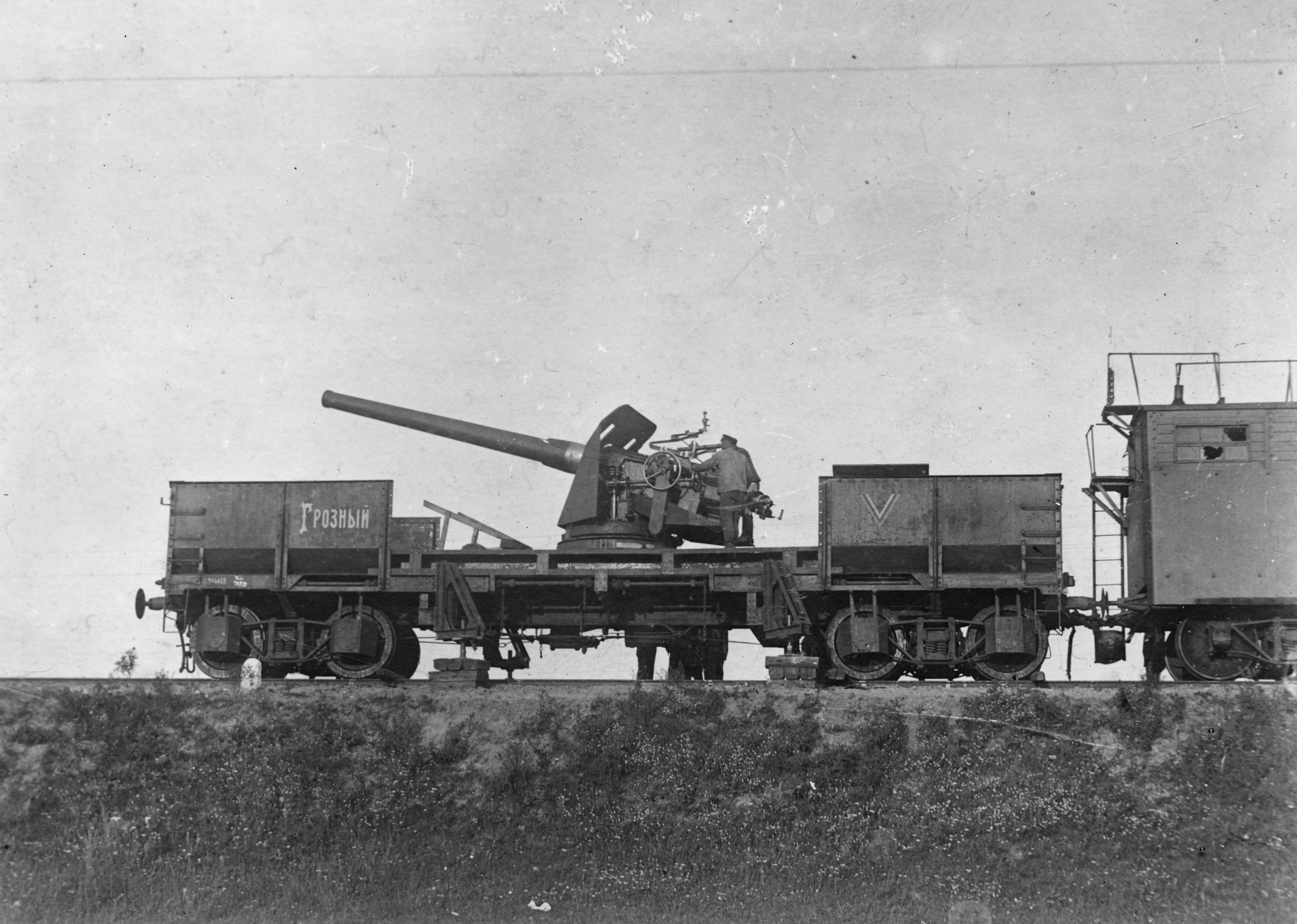
Pociąg pancerny Groźny

- Pociąg pancerny Ataman Nazarow – lekki pociąg pancerny Armii Dońskiej.
- Pociąg pancerny Ataman Orłow – lekki pociąg pancerny Armii Dońskiej.
- Pociąg pancerny Ataman Płatow – lekki pociąg pancerny Armii Dońskiej.
- Pociąg pancerny Ataman Samsonow – lekki pociąg pancerny Armii Dońskiej.
- Gwardzista – lekki pociąg pancerny Armii Dońskiej.
- Akordeon – lekki pociąg pancerny Sił Zbrojnych Południa Rosji.
- Biełożerec – lekki pociąg pancerny Sił Zbrojnych Południa Rosji.
- Bohater – lekki pociąg pancerny Sił Zbrojnych Południa Rosji.
- N3 – ciężki pociąg pancerny Sił Zbrojnych Południa Rosji.
- Briańsk – lekki pociąg pancerny Sił Zbrojnych Południa Rosji.
- Buzułuk – lekki pociąg pancerny Armii Dońskiej.
- Wielka Rosja – lekki pociąg pancerny Armii Rosyjskiej Wrangla.
- Witiaź – lekki pociąg pancerny Sił Zbrojnych Południa Rosji.
- Wołżanin – lekki pociąg pancerny Armii Dalekiego Wschodu.
- Wołk – lekki pociąg pancerny Sił Zbrojnych Południa Rosji i Armii Rosyjskiej Wrangla.
- Wojownik – lekki pociąg pancerny Armii Rosyjskiej Wrangla.
- Wpieriod za Rodinu (pol. Naprzód za Ojczyznę) – lekki pociąg pancerny Sił Zbrojnych Południa Rosji.
- Jeździec – lekki pociąg pancerny Armii Dalekiego Wschodu.
- Gwardzista I – lekki pociąg pancerny Sił Zbrojnych Południa Rosji.
- Gwardzista II – lekki pociąg pancerny Sił Zbrojnych Południa Rosji.
- Gienierał Aleksiejew – lekki pociąg pancerny Sił Zbrojnych Południa Rosji.
- Pociąg pancerny Generał Bakłanow – lekki pociąg pancerny Armii Dońskiej.
- Pociąg pancerny Generał Guskełszczikow – lekki pociąg pancerny Armii Dońskiej.
- Pociąg pancerny Generał Drozdowski – lekki pociąg pancerny Sił Zbrojnych Południa Rosji.
- Gienierał Duchonin – lekki pociąg pancerny Sił Zbrojnych Południa Rosji.
- Gienierał Korniłow – lekki pociąg pancerny Sił Zbrojnych Południa Rosji.
- Pociąg pancerny Generał Mamontow – lekki pociąg pancerny Armii Dońskiej.
- Gienierał Markow – lekki pociąg pancerny Sił Zbrojnych Południa Rosji.
- Pociąg pancerny Generał Skobielew – lekki pociąg pancerny Sił Zbrojnych Południa Rosji.
- Pociąg pancerny Generał Czerniajew – lekki pociąg pancerny Sił Zbrojnych Południa Rosji.
- Pociąg pancerny Generał Schiefner-Markiewicz – lekki pociąg pancerny Sił Zbrojnych Południa Rosji.
- Gienierał Szkuro – lekki pociąg pancerny Sił Zbrojnych Południa Rosji.
- Burza – lekki pociąg pancerny Sił Zbrojnych Południa Rosji.
- Groźny – lekki pociąg pancerny Sił Zbrojnych Południa Rosji i Armii Rosyjskiej Wrangla.
- Grom pobiedy (pol. Grom Zwycięstwa) – lekki pociąg pancerny Sił Zbrojnych Południa Rosji.
- Gundorowiec – lekki pociąg pancerny Armii Dońskiej.
- Dmitrij Donskoj – lekki pociąg pancerny Sił Zbrojnych Południa Rosji.
- Doblest´ Witiazia – lekki pociąg pancerny Sił Zbrojnych Południa Rosji.
- Wolontariusz – lekki pociąg pancerny Sił Zbrojnych Południa Rosji.
- Bajan – lekki pociąg pancerny Sił Zbrojnych Południa Rosji.
- Drozdowiec – lekki pociąg pancerny Sił Zbrojnych Południa Rosji i Armii Rosyjskiej Wrangla.
- Jedinaja Rossija (pol. Jedna Rosja) – ciężki pociąg pancerny Sił Zbrojnych Południa Rosji i Armii Rosyjskiej Wrangla.
- Pociąg pancerny Ermak – lekki pociąg pancerny Armii Dońskiej.
- Pociąg pancerny Za Świętą Rosję – lekki pociąg pancerny Sił Zbrojnych Południa Rosji.
- Pociąg pancerny Ilja Muromiec – lekki pociąg pancerny Armii Dońskiej.
- Ioann Kalita – ciężki pociąg pancerny Sił Zbrojnych Południa Rosji i Armii Rosyjskiej Wrangla.
- Kawalerzysta (pociąg pancerny) – lekki pociąg pancerny Sił Zbrojnych Południa Rosji.
- Pociąg pancerny Kawkaziec – lekki pociąg pancerny Sił Zbrojnych Południa Rosji.
- Pociąg pancerny Kazak Zemljaniukin – lekki pociąg pancerny Armii Dońskiej.
- Pociąg pancerny Kazak – lekki pociąg pancerny Sił Zbrojnych Południa Rosji.
- Kniaź Pożarskij – ciężki pociąg pancerny Sił Zbrojnych Południa Rosji.
- Pociąg pancerny Książę Suworow – lekki pociąg pancerny Armii Dońskiej.
- Korszun – lekki pociąg pancerny Sił Zbrojnych Południa Rosji.
- Pociąg pancerny Mitjakiniec – lekki pociąg pancerny Armii Dońskiej.
- Mocny – ciężki pociąg pancerny Sił Zbrojnych Południa Rosji.
- Lekki pociąg pancerny Moskwa – lekki pociąg pancerny Sił Zbrojnych Południa Rosji.
- Ciężki pociąg pancerny Moskwa – ciężki pociąg pancerny Sił Zbrojnych Południa Rosji i Armii Rosyjskiej Wrangla.
- Pociąg pancerny Mścisław Chrobry – lekki pociąg pancerny Sił Zbrojnych Południa Rosji.
- Pociąg pancerny Na Moskwę – ciężki pociąg pancerny Sił Zbrojnych Południa Rosji.
- Niepobiedimyj (pol. Niepokonany) – ciężki pociąg pancerny Sił Zbrojnych Południa Rosji.
- Noworossija – lekki pociąg pancerny Sił Zbrojnych Południa Rosji.
- Pociąg pancerny Orzeł – lekki pociąg pancerny Sił Zbrojnych Południa Rosji.
- Oficer – lekki pociąg pancerny Sił Zbrojnych Południa Rosji i Armii Rosyjskiej Wrangla.
- Pociąg pancerny Pułkownik Partizan Czerniecow – lekki pociąg pancerny Armii Dońskiej.
- Płastun – lekki pociąg pancerny Sił Zbrojnych Południa Rosji.
- Pociąg pancerny Pułkownik Gajewski – lekki pociąg pancerny Sił Zbrojnych Południa Rosji.
- Pociąg pancerny Pułkownik Zapolski – lekki pociąg pancerny Sił Zbrojnych Południa Rosji.
- Pociąg pancerny Razdoriec – lekki pociąg pancerny Armii Dońskiej.
- Pociąg pancerny Święty Jerzy Zwycięski – lekki pociąg pancerny Sił Zbrojnych Południa Rosji.
- Sewastopolec – lekki pociąg pancerny Sił Zbrojnych Południa Rosji i Armii Rosyjskiej Wrangla.
- Sława Kubani – lekki pociąg pancerny Sił Zbrojnych Południa Rosji.
- Sława Oficeru – lekki pociąg pancerny Sił Zbrojnych Południa Rosji.
- Sokół – lekki pociąg pancerny Sił Zbrojnych Południa Rosji.
- Sołdat – ciężki pociąg pancerny Sił Zbrojnych Południa Rosji i Armii Rosyjskiej Wrangla.
- Stiepnoj – lekki pociąg pancerny Sił Zbrojnych Południa Rosji.
- Studient – lekki pociąg pancerny Sił Zbrojnych Południa Rosji.
- Tieriec – lekki pociąg pancerny Sił Zbrojnych Południa Rosji.
- Huragan – lekki pociąg pancerny Sił Zbrojnych Południa Rosji.
- Chopior – lekki pociąg pancerny Armii Dońskiej.

### Armia Północno-Zachodnia

#### Pociągi lekkie
- Pskowitianin
- Tałabczanin
- Admirał Essen
- Admirał Kołczak – założony w 1919, załogę tworzyli oficerowie marynarki wojennej. 19 lutego 1920, podczas bitwy w pobliżu stacji Hołmogorskaja, pociąg został zajęty przez bolszewików. Dowódca – kapitan I rangi Oljunin.

### Armia Północna

#### Pociągi lekkie
- Admirał Niepienin – założony w 1919, załogę tworzyli oficerowie marynarki wojennej. Dowódca – Kapitan II-iej rangi Lehman.
- Admirał Kołczak
- Apszeroniec – uczestniczył w walkach w rejonach górskich Kaukazu Północnego i na dzielnicach Groznego.

### Armia Wschodniorosyjska
- Ataman – pociąg pancerny Armii Dalekiego Wschodu. Dowódca – ataman Siemionow.
- Witiaź – pociąg pancerny Armii Dalekiego Wschodu i Sił Zbrojnych Południa Rosji.
- Groźny – pociąg pancerny Armii Dalekiego Wschodu, używany także przez Armię Rosyjską Wrangla i Siły Zbrojne Południa Rosji.
- Dmitrij Donskoj – pociąg pancerny Armii Dalekiego Wschodu i Sił Zbrojnych Południa Rosji.
- Zabajkalec – lekki pociąg pancerny Armii Dalekiego Wschodu.
- Kałmykowiec – pociąg pancerny Armii Dalekiego Wschodu.
- Pociąg pancerny Kazak – pociąg pancerny Armii Dalekiego Wschodu i Sił Zbrojnych Południa Rosji.
- Kappelewiec – lekki pociąg pancerny Armii Dalekiego Wschodu.
- Orlik – pociąg pancerny Armii Rosyjskiej Wrangla i Armii Dalekiego Wschodu. Brał udział w Rewolucji Legionu Czechosłowackiego.
- Odważny – lekki pociąg pancerny Armii Dalekiego Wschodu.
- Władca – lekki pociąg pancerny Armii Dalekiego Wschodu.
- Rezwij – lekki pociąg pancerny Armii Dalekiego Wschodu.
- Siemieniowiec – lekki pociąg pancerny Armii Dalekiego Wschodu.
- Sprawiedliwy – lekki pociąg pancerny Armii Dalekiego Wschodu.
- Pociąg pancerny Mieszkańcy Wsi – lekki pociąg pancerny Armii Dalekiego Wschodu.
- Chrobry – lekki pociąg pancerny Armii Dalekiego Wschodu.